# Илич, Мария
Мария Илич (род. 3 июня 1993 года) — сербская футболистка, полузащитник ЖФК «Дуйсбург» и сборной Сербии.

## Карьера
Воспитанница футбольного клуба «Йерина».
Начала свою профессиональную карьеру в 2008 году в «Спартаке» из Суботицы. С клубом стала пятикратной чемпионкой Сербии, четырёхкратной Обладательницей Кубка Сербии. В 2014 году Илич была признана Федерацией футбола Сербии «Лучшей сербской футболисткой года».
В 2019 году Илич перешла в казахстанский клуб «БИИК-Казыгурт».
С 2010 по 2012 годы играла в молодёжной сборной Сербии. В целом за молодёжную сборную Илич сыграла 15 матчей и забила один гол. В 2012 году участвовала в Чемпионате Европы до 19 лет.
20 июня 2012 года Илич дебютировала в главной сборной в матче против Нидерландов (0:4). В целом за главную сборную Илич сыграла 27 матчей и забила два гола.

## Трофеи
Спартак (Суботица)
- Чемпионат Сербии (среди женщин) (5): 2010-11, 2011-12, 2012-13, 2013-14, 2014-15
- Кубок Сербии (среди женщин) (4): 2011-12, 2012-13, 2013-14, 2014-15